# Западнофрисландский диалект

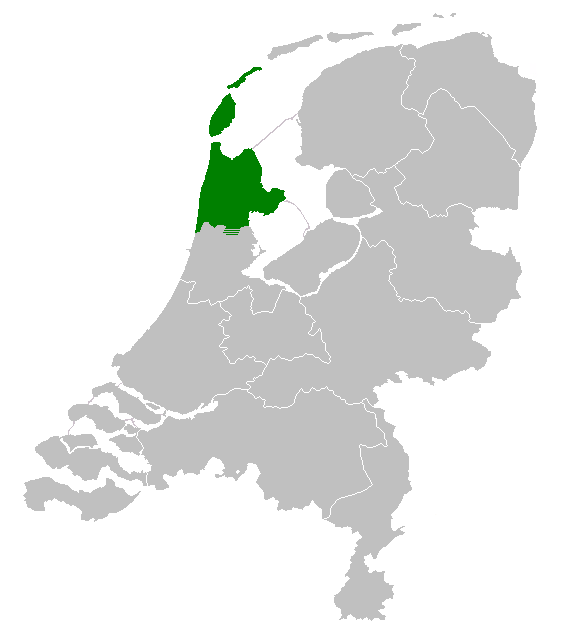
Западно-фрисландский диалект в Нидерландах

Западнофрисландский диалект (нидерл. West-Fries) — диалект, на котором говорят в Нидерландах в провинции Северная Голландия в историческом регионе Западная Фрисландия и прилегающих к нему областях: польдеры к северу от Западной Фрисландии (Вирингермер, Анна-Полона), прибрежная полоса от Ден-Хелдера до Кастрикюма, бывший остров Виринген и остров Тексел. Это поддиалект голландского диалекта нидерландского языка, но с влиянием западнофризского языка (язык провинции Фрисландия, отличный от нидерландского), с которым он связан исторически.
Диалект сам по себе не является строго однородным, так как существует множество поддиалектов (иногда называемых западно-фрисландской группой диалектов), которые состоят из нескольких широко распространённых региональных поддиалектов, которые делятся на две подгруппы: материковые и островные. У меньших регионов и деревень, таких как Зейпе, Андейк, Энкхёйзен и Схаген, также есть определённые отличия между собой. Чуть больше отличается от остальной группы диалект деревни Эгмонд-ан-Зее.
Западнофрисландские диалекты тесно связаны с другими диалектами голландского, например занским и ватерландским, которые ранее был распространены на значительной территории нынешнего побережья Эйсселмера. В этих диалектах и сейчас прослеживается сильный фризский субстрат. В связи с этим иногда выделяют фризо-франкские диалекты, к которым относят и западно-фрисландский.
Диалект происходит от более старой формы голландского диалекта. Лишь около 7-9 % людей говорят на диалекте с сильным субстратом или на смеси с сильным и слабым. Диалект со слабым субстратом гораздо более широко распространён, но и в нём субстрат постепенно начинает становиться всё слабее и диалект становится всё ближе к голландскому.
С 1970-х годов растёт интерес к чтению и письму на этом диалекте. До этого времени на нём было написано незначительное количество текстов, так как в основном это был разговорный язык простых людей.